# 乙烯酯

乙酸乙烯酯，也称为“醋酸乙烯酯”，聚醋酸乙烯酯的单体

乙烯酯是指乙烯醇形成的酯，例子有甲酸乙烯酯、丙酸乙烯酯、苯甲酸乙烯酯等。